# トゥパフィナウ
トゥパ フィナウ（TUPA Finau、1989年9月23日 - ）は、ジャパンラグビーリーグワンクボタスピアーズ船橋・東京ベイに所属するトンガ出身 の日本人ラグビー選手。旧表記「フィナウ・トゥパ」

## プロフィール
- ポジションはナンバーエイト(No8)、フランカー(FL)。
- 身長190cm、体重115kg。
- ニックネームはTupa。
- U20トンガ代表に選ばれたことがある[2]。
- オペティ・ヘルは義弟（妻の弟）[3]。

## 略歴
リアホナ高校卒業後、2012年、ホンダヒート(現・三重ホンダヒート)に加入。
2017年、キヤノンイーグルス(現・横浜キヤノンイーグルス)に加入。2018年、日本国籍を取得。
2019年、クボタスピアーズ(現・クボタスピアーズ船橋・東京ベイ)に加入。
2025年5月18日、ジャパンラグビーリーグワン2024-25プレーオフ準々決勝の東京SG戦で、公式戦100キャップを達成した。トップリーグ時代の日本選手権などを含まない46試合、リーグワンでの54試合に出場。